# Tilly and the Wall
I Tilly and the Wall sono una band indie pop americana, provenienti da Omaha, nello stato del Nebraska. 
Il loro nome è originario da un libro per bambini, Tillie and the wall, scritto da Leo Lionni.
La loro particolarità consiste nell'avere una ballerina di tip tap, Jamie Pressnall, al posto del batterista.
Appaiono nel primo episodio di 90210 come band che suona alla festa di Naomi Clark